# Nevozvrasjjenets
Nevozvrasjjenets (russisk: Невозвращенец) er en sovjetisk spillefilm fra 1991 af Sergej Snezjkin.

## Medvirkende
- Jurij Kuznetsov som Andrej Kornejev
- Nikolaj Jeremenko som Viktor Andrejevitj
- Jurij Oskin som Kolya
- Viktor Aristov
- Era Zigansjina som Galina Mikhajlovna Grigorjeva